# ماريون كوزاك
ماريون كوزاك (بالإنجليزية: Marion Kozak)‏ هي ناشطة حقوق الإنسان بريطانية، ولدت في 1934.